# Młyn Czyżyka (część miasta)
Młyn Czyżyka (również Czyżykowy Młyn, Skrobacz, niem. Zeizig Mühle) – część miasta Prudnik, leżąca na lewym brzegu rzeki Prudnik, u podnóża Czyżykowej Góry, na południe od centrum miasta.

## Geografia
Część miasta obejmuje mały obszar dookoła byłego młyna zbożowego zwanego Młynem Czyżyka. Położona jest na południe od centrum Prudnika, nad młynówką doprowadzoną od rzeki Prudnik, u podnóża niewielkiego wzniesienia zwanego Czyżykową Górą lub Czyżykiem (263 m), około 3,2 km od granicy z Czechami i około 1,7 km od centrum miasta. Na zachód od niej znajduje się Lipno.

## Historia

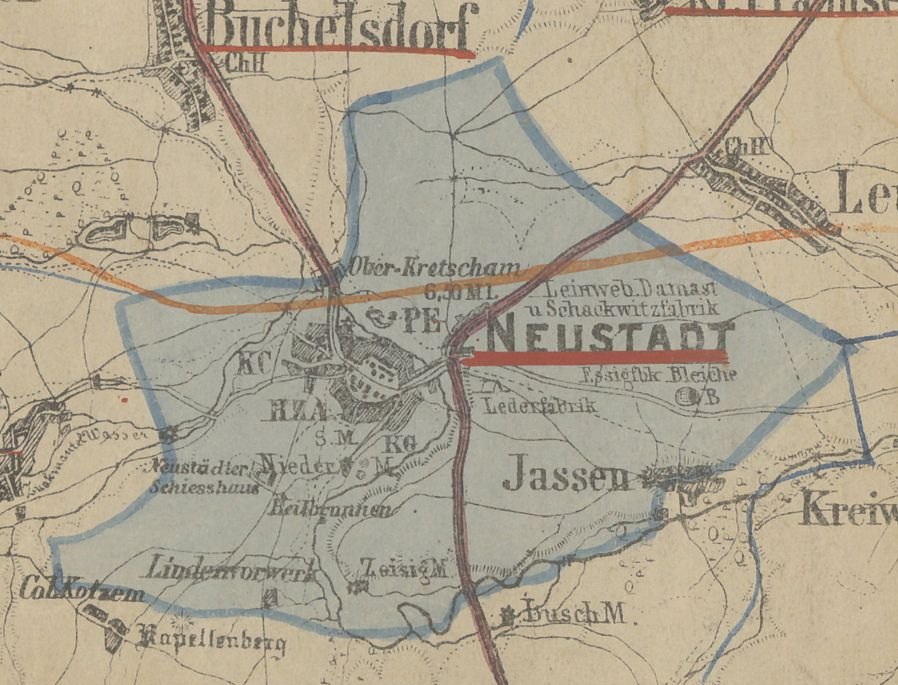
Zeisig M w granicach administracyjnych Prudnika na mapie z 1880

Młyn wraz z zajazdem został zbudowany w 1788 roku w stylu barokowym. W latach 30. XX wieku budynek młyna został przebudowany w związku z zakończeniem działalności młyna. Wtedy też były młyn stał się własnością Josefa Wyrwicha, który przerobił go na gospodarstwo rolne.
W nocy z 22 na 23 marca 1945 roku na Młynie Czyżyka żołnierze Armii Czerwonej zabili dwóch polskich zakonników pobliskiego klasztoru: Jerzego Simona i Wojciecha Mrosika.
Po II wojnie światowej w budynku ukrywali się dwaj niemieccy żołnierze, którzy zostali aresztowani przez Korpus Bezpieczeństwa Wewnętrznego.
W spisie gromad i miejscowości w powiecie prudnickim na dzień 1 stycznia 1953 wymieniono Młyn Czyżyka jako przedmieście Prudnika pod nazwą Młyn Czyżka. Jesienią 1954 roku, ze względu na internowanie prymasa Stefana Wyszyńskiego w kościele św. Józefa w Prudniku-Lesie, gospodarstwo zostało przejęte przez żołnierzy Urzędu Bezpieczeństwa. Gospodarze wrócili na nie dopiero w 1956.
Po śmierci Josefa Wyrwicha gospodarstwo zostało przejęte przez jego syna Józefa Wyrwicha. Obecnie młyn jest własnością prywatną.

## Galeria

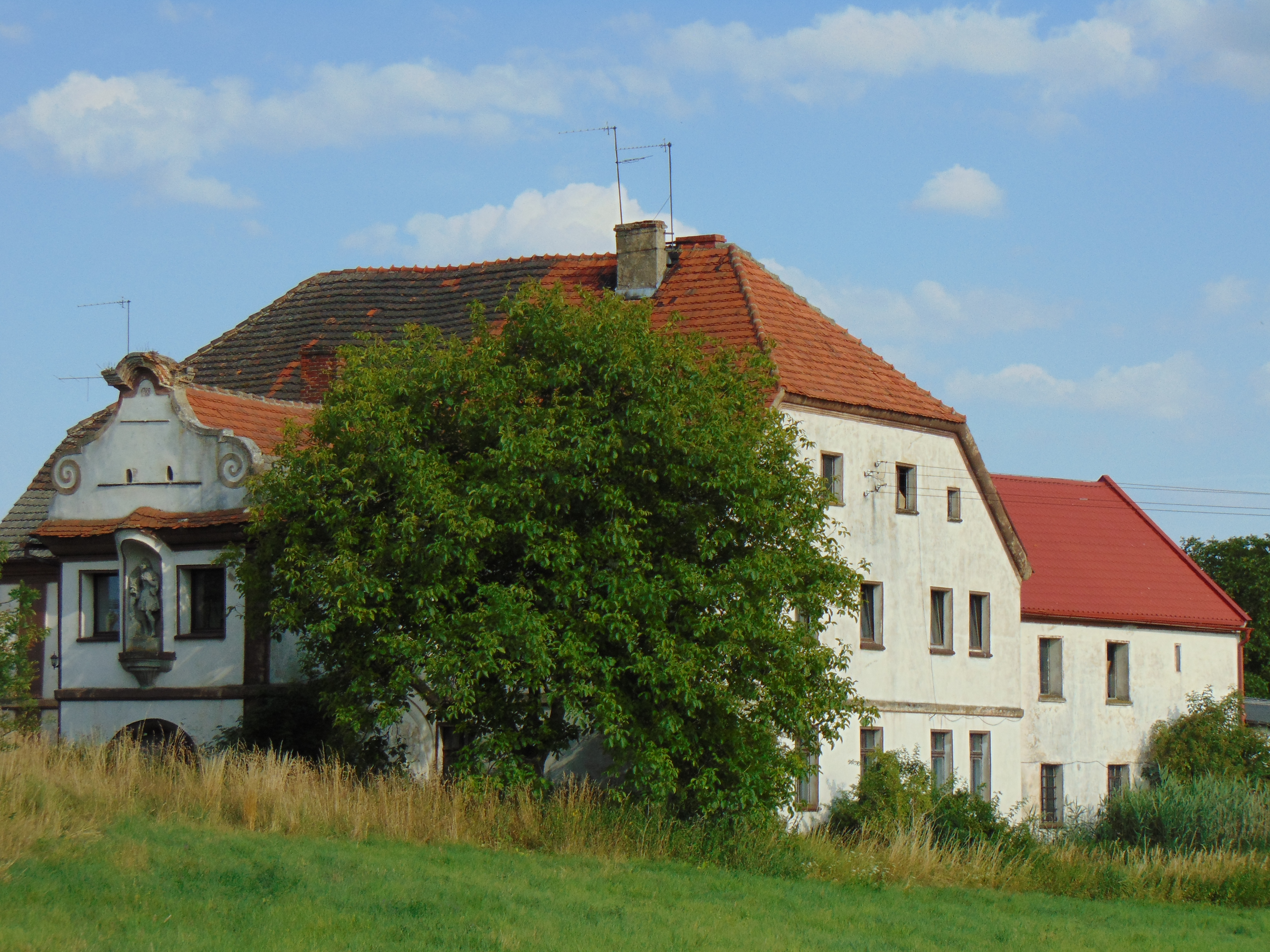
Zabytkowy młyn z 1788 (2019)
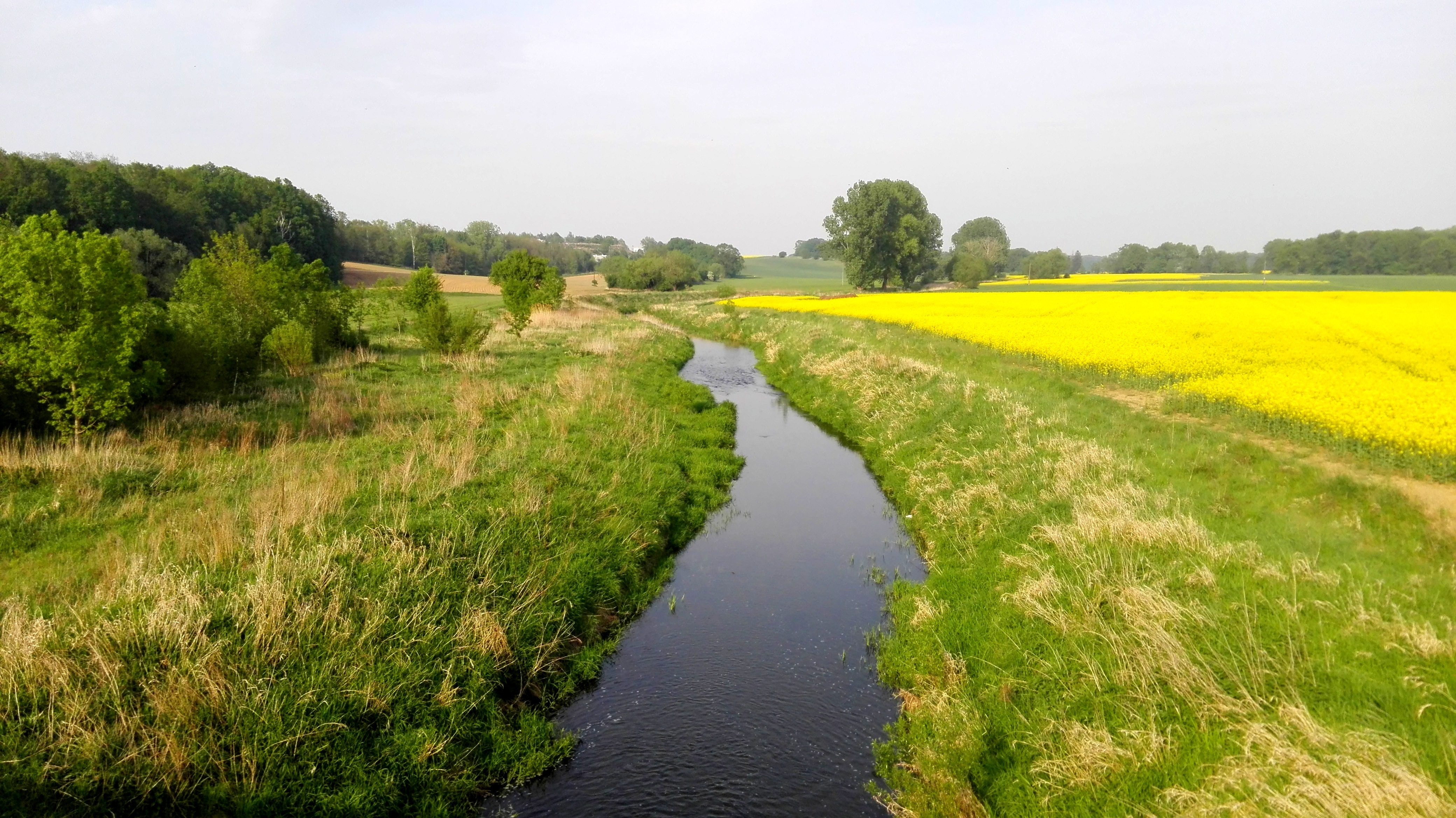
Rzeka Prudnik oraz pola na Młynie Czyżyka (2018)